# Betulodes
Betulodes is een geslacht van vlinders van de familie spanners (Geometridae), uit de onderfamilie Ennominae.

## Soorten
- B. antennatissima Dyar, 1916
- B. crebraria Guenée, 1858
- B. euriceraea Rindge, 1961
- B. matharma Druce, 1892
- B. morenoi Herbulot, 1979